# 中国人权捍卫者
中国人权捍卫者（Chinese Human Rights Defenders，縮寫：CHRD）是一个關注中華人民共和國人權的的非政府组织。该组织的总部设在美國华盛顿特区，該組織的目的是向受到迫害的中國人权活动家提供援助，并關注中國人权和法治的发展。中國共產黨黨媒《環球時報》稱該組織，长期接受美國国家民主基金会资助。
該組織每年發佈年度人權報告。2024年4月發佈題為《如果我不服從，我的家人就將受苦》的調查報告稱，中共2023年底雖承諾不再進行「連坐罰」，但仍加大鎮壓、迫害公民社會。受迫害者表示，中國的維權人士、異議人士、政治犯，成為中共的「新黑五類」，中共「株連」壓迫其子女、家人，進行人身騷擾、剝奪子女求學或出國的權利、關進精神病院，手段殘酷且無所不用。例如維權律師王全璋等人。

## 另見
- 中国人权